# Фаолитирование

Антикоррозионная обработка ёмкости. Футеровка полимерными листами на основе фаолита.

Фаолити́рование — теплозащитное и антикоррозийное покрытие металлической поверхности фаолитом с предварительным и последующим нанесением 10 — 15 % раствора бакелитового лака. Из-за растрескивания фаолита, а также вследствие усадки в процессе его отвердевания, на больших площадях фаолитирование широко не применяется. Чаще фаолитирование используют для защиты крышек, кранов, центробежных насосов, мешалок и малогабаритных цилиндрических аппаратов. Фаолитизированные изделия значительно прочнее и менее хрупкие, чем обычные фаолитовые.

## Фаолит
Фаолит — кислотоупорная термореактивная пластмасса, изготовляемая на основе водноэмульсионной резольной фенолоформальдегидной смолы (бакелитовой смолы). Обязательным компонентом фаолита, выступающим в качестве наполнителя, является асбест (фаолит марки А). Обычно используют смесь хризотилового и антофиллитового асбеста в смеси с графитом (фаолит марки Т, для повышения теплопроводности) или с песком (фаолит марки П, для увеличения теплостойкости). Материал вдвое легче (плотность 1,5-1,7 г/см3) и в 4-6 раз прочнее кислотоупорной керамики.
Фаолит характеризуется высокой стойкостью к действию кислот (кроме кислот-окислителей). Он стоек в кислотах:
- серной (средних концентраций до 50 °C),
- соляной (всех концентраций до 100 °C),
- уксусной,
- фосфорной (до 80 °C),
- лимонной (до 70 °C).

Также устойчив в растворах различных солей (до 100 °C), в том числе натрия и кальция, в атмосфере газов: хлора и сернистого ангидрида до 90-100 °C. Фаолит нестоек в азотной кислоте, плавиковой кислоте и щёлочах.
Фаолит можно применять при более высокой температуре, чем многие другие кислотостойкие пластические массы. По техническим условиям теплостойкость фаолита гарантируется до 100—130 °C. Сырой фаолит может формоваться при обычных или несколько повышенных температурах без использования высокого давления. Это позволяет изготовлять из него аппаратуру, не применяя прессов и дорогостоящих пресс-форм.

## Технология
Перед фаолитированием поверхность металла зачищается и обезжиривается. Подготовленную поверхность покрывают слоем бакелитового лака. Покрытие бакелитовым лаком предохраняет поверхность металла от окисления и обеспечивает лучшее сцепление металла с фаолитом. Нагретая до 60 °C фаолитовая замазка или заготовка из сырого фаолита накладывается на метал и выравнивается. Места стыков заливаются бакелитовым лаком, а зазоры заделываются фаолитовой замазкой. Термореактивная феноло-формальдегидная смола способна под влиянием нагревания переходить в твердое, неплавкое и нерастворимое состояние. В соответствии с этим и фаолитовая масса, в которой частички наполнителя связаны между собой вязкой растворимой смолой, при термообработке отверждается, становится неплавкой и нерастворимой. Отверждение фаолита происходит в течение 30 часов. Обработанное изделие покрывают финишным слоем бакелитового лака и отверждают лаковую плёнку. При фаолитировании запорной арматуры разогретый сырой фаолит наносится запрессовкой.
При необходимости производства крупного изделия только из фаолита производят его укрепление. Неотверждённое фаолитовое изделие плотно обматывают полосками ткани, смазанные бакелитовым лаком. Если не требуется повторного наложения фаолита, то в таком виде производят отверждение текстофаолита.

## Недостатки
Недостатком фаолитирования является необходимость термической обработки в специальной камере-сушилке, что затрудняет применение фаолита для защиты арматуры в аппаратах, имеющих большие габариты.
С ростом температуры агрессивной среды увеличивается износ фаолитовой оболочки в результате более глубокого проникновения химических реагентов в фаолит и частично — его набухания. За стадией набухания может наступит стадия разрушения фаолита — это зависит от агрессивной среды и температуры. Резкие колебания температуры при эксплуатации фаолита нежелательны, так как они могут привести к образованию трещин.
Фаолит нельзя подвергать нагреву открытым пламенем или электрообогреву.